# Los Angeles Film Critics Association Awards 1994
La 20ª edizione dei Los Angeles Film Critics Association Awards si è tenuta il 10 dicembre 1994, per onorare il lavoro nel mondo del cinema per l'anno 1994.

## Premi
Miglior film
- Pulp Fiction (Pulp Fiction), regia di Quentin Tarantino

Miglior attore
- John Travolta - Pulp Fiction (Pulp Fiction)

Miglior attrice
- Jessica Lange - Blue Sky

Miglior regista
- Quentin Tarantino - Pulp Fiction (Pulp Fiction)

Miglior attore non protagonista
- Martin Landau - Ed Wood

Miglior attrice non protagonista
- Dianne Wiest - Pallottole su Broadway (Bullets Over Broadway)

Miglior sceneggiatura
- Quentin Tarantino e Roger Avary - Pulp Fiction

Miglior fotografia
- Stefan Czapsky - Ed Wood

Miglior scenografia
- Dennis Gassner - Mister Hula Hoop (The Hudsucker Proxy)

Miglior colonna sonora
- Howard Shore - Ed Wood

Miglior film in lingua straniera
- Tre colori - Film rosso (Trois couleurs : Rouge), regia di Krzysztof Kieślowski  ·  Francia/ Polonia

Miglior film d'animazione
- Il re leone (The Lion King), regia di Roger Allers e Rob Minkoff

Miglior documentario
- Hoop Dreams, regia di Steve James

Miglior film sperimentale/indipendente
- John Maybury – Remembrance of Things Fast: True Stories Visual Lies

New Generation Award
- John Dahl – Red Rock West e L'ultima seduzione (The Last Seduction)

Career Achievement Award
- Billy Wilder

Menzione speciale
- Pauline Kael